# 外运发展
中外运空运发展股份有限公司（上交所除牌前：600270，简称：外运发展），是一家航空货运代理公司。外运发展为上海证券交易所上市公司，中国外运股份有限公司占股63.46%。

## 历史沿革
1987年，中国航空货运代理公司成立，从事航空货运代理业务。1999年，以中国航空货运代理公司为主体成立中外运空运发展股份有限公司。
2000年12月28日，中外运空运发展股份有限公司股票在上海证券交易所上市，简称“外运发展”。外运发展是中国航空货运代理行业第一家上市公司。2002年，外运发展入选上证180指数成份股。
2007年，外运发展与大韩航空等公司合作设立银河国际货运航空有限公司。
2007年，辰通货运服务有限公司成立。2010年，外运发展与Aramex共同投资设立中外运安迈世合资公司。